# Eddie T. Johnson

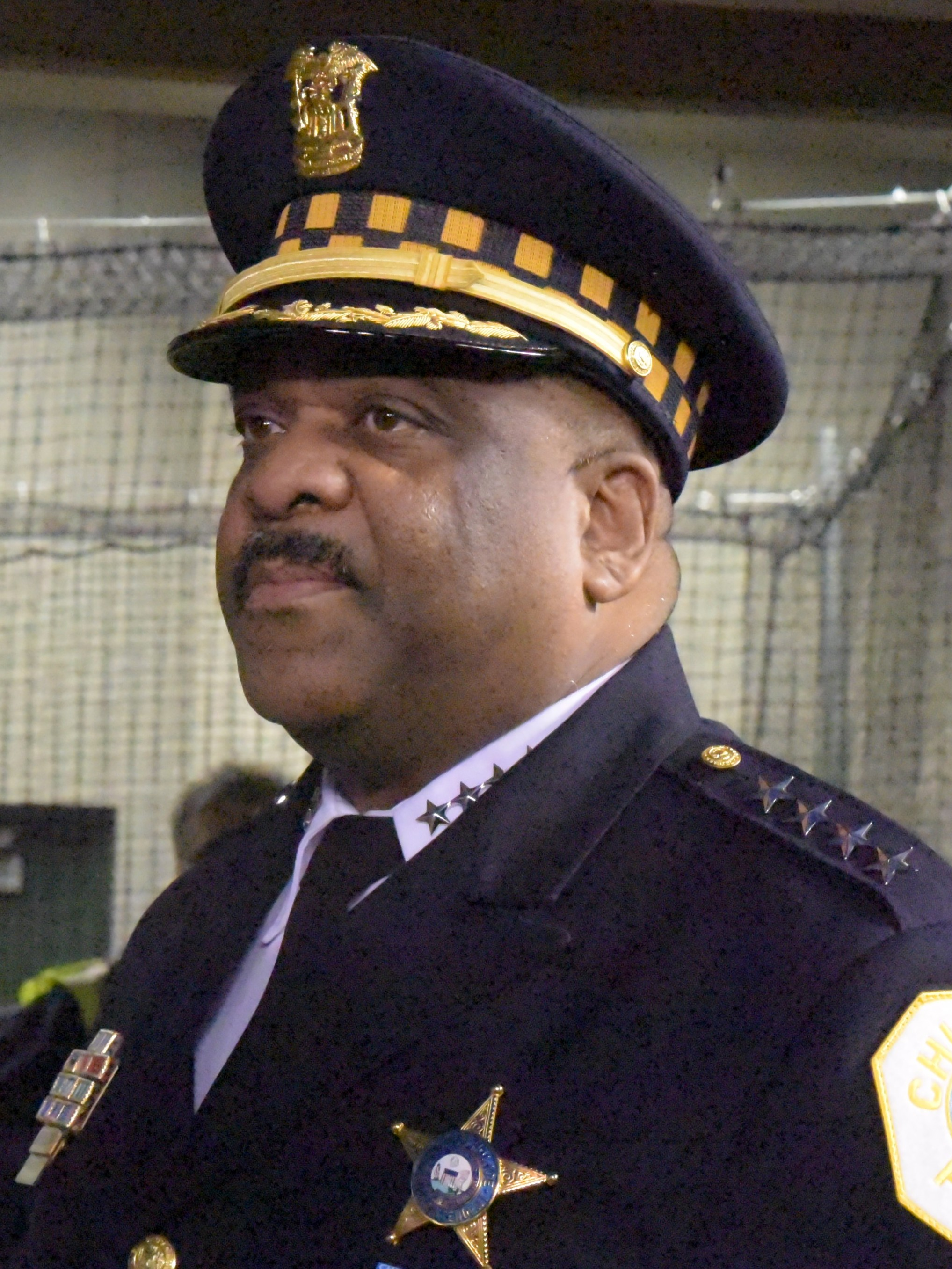
Eddie T. Johnson (2016)

Eddie T. Johnson (* 28. Juli 1960 in Chicago) war von 2016 bis 2019 Polizeipräsident des Chicago Police Department.

## Leben
Johnson wurde in Chicago geboren, im Alter von zehn zog seine Familie in die benachbarten Washington Heights, wo er bis heute wohnt. Er begann seine Laufbahn beim Chicago Police Department im Jahr 1988. In den folgenden zwanzig Jahren stieg er zum Commander des 6. Bezirks auf und wurde im Jahr 2012 zum Chief of Patrol befördert.
Als der damalige Bürgermeister von Chicago Rahm Emanuel ihn am 28. März 2016 zum vorläufigen Polizeipräsidenten ernannte, löste dies eine Kontroverse aus, da Johnson nicht einer der drei vom Chicago Police Board ausgewählten Kandidaten war und sich auch gar nicht für die Stelle beworben hatte. Am 13. April 2016, einen Tag nachdem der Ausschuss für die öffentliche Sicherheit des Stadtrats von Chicago das Chicago Police Board mit einer beschleunigten Abstimmung umgangen hatte, wurde Johnson offiziell als Polizeipräsident von Chicago vereidigt, nachdem seine Ernennung einstimmig vom Stadtrat von Chicago abgesegnet wurde. Am 2. Dezember 2019 wurde Johnson aufgrund mehrerer berufsethischer Verfehlungen durch Bürgermeisterin Lori Lightfoot seiner Funktion enthoben.